# 埃洛拉石窟
埃洛拉石窟（英語：Ellora Caves）位於印度西部馬哈拉施特拉邦重鎮奧郎加巴德西北約25至30公里，境內有34座的石窟，佛教石窟共12座，印度教石窟有17座，耆那教石窟有5座，全長約2公里，是公元7世紀至11世紀時期，也就是早期遮娄其王朝、罗湿陀罗拘陀王朝時期的宗教建築，埃洛拉以雕刻著稱，形式上呈現大乘佛教末期的特徵。其中第16窟凱拉薩神廟，呈現出天人合一的完美景致，堪稱建築藝術史上的絕色。
坤巴教石窟
埃洛拉的佛教石窟共12座，編號第1至12窟。形式上創作沿襲阿旃陀的支提窟和毗訶羅窟，屬於修行僧人的房舍一般。第10窟是支提窟（也就是佛殿），其餘均係毗訶羅窟（僧舍）。但毗訶羅窟有時也混合了佛殿的味道，如第11窟就有明顯佛殿的創作。一般而言，佛教石窟較印度教石窟樸實，但由於當時佛教已漸式微，不少佛教石窟已偏離了笈多時代的審美觀，逐漸走向複雜華麗的跡象。
第5窟是最大的毗訶羅窟。
第10窟是維什瓦卡爾馬窟（Visvakarma）。
第11窟稱兜德勒，有3層。
第12窟稱丁德勒。

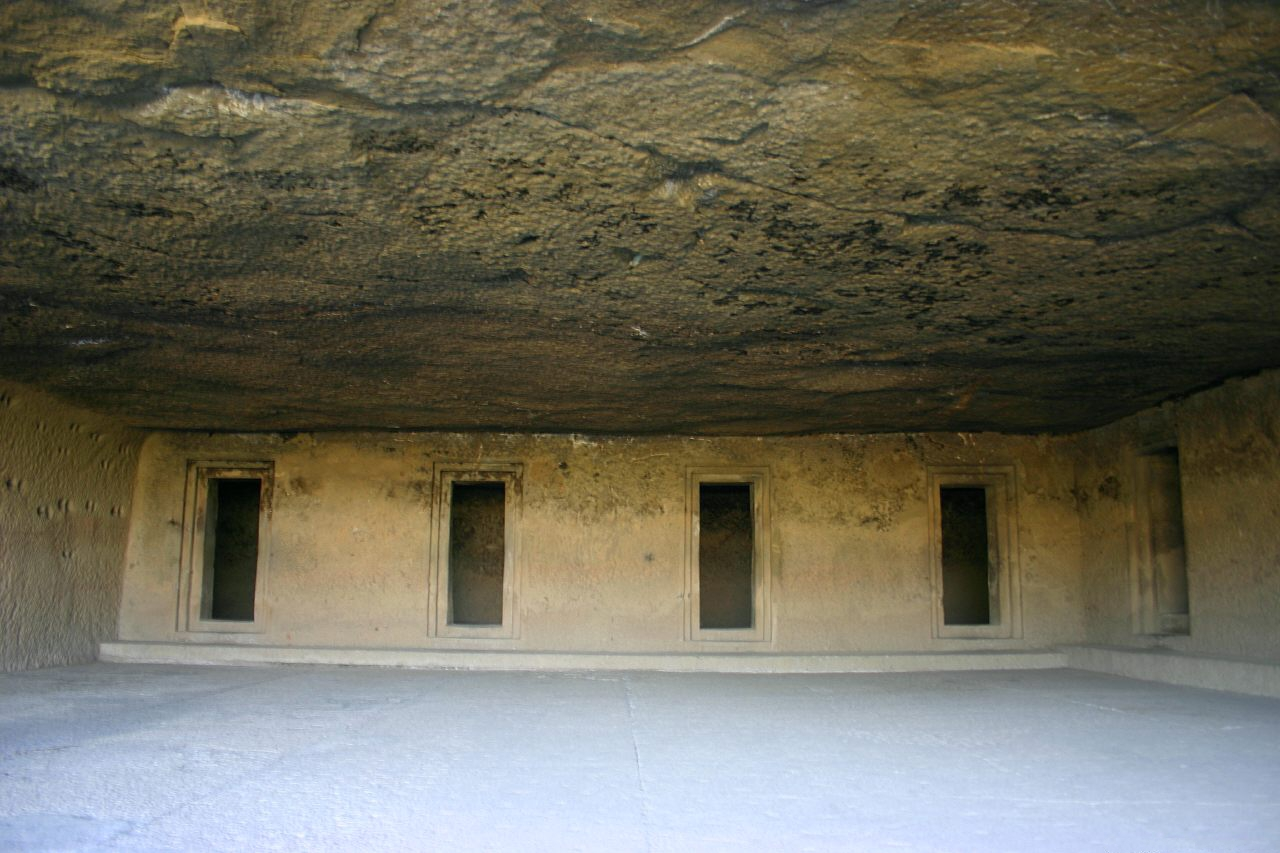
初期的佛教石窟
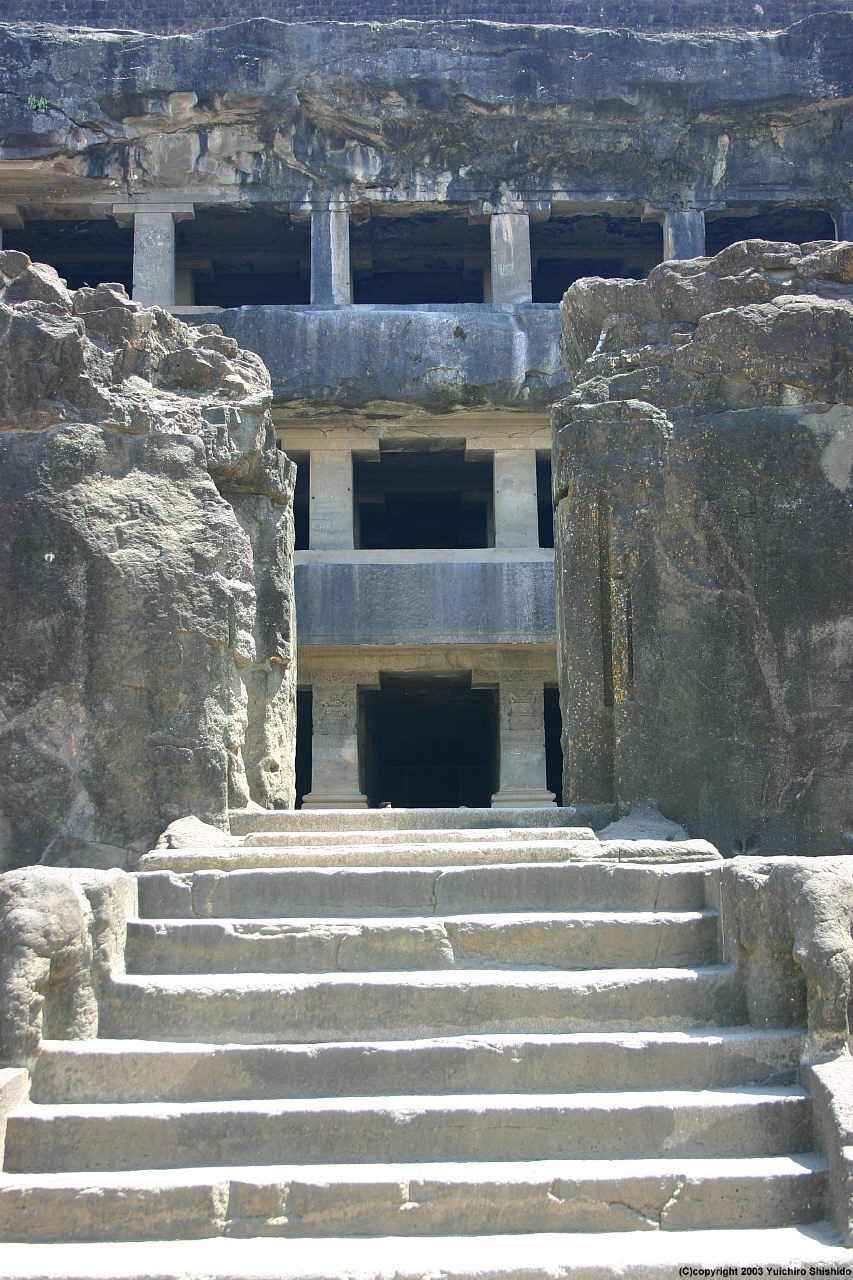
中期 第12窟 印度教石窟
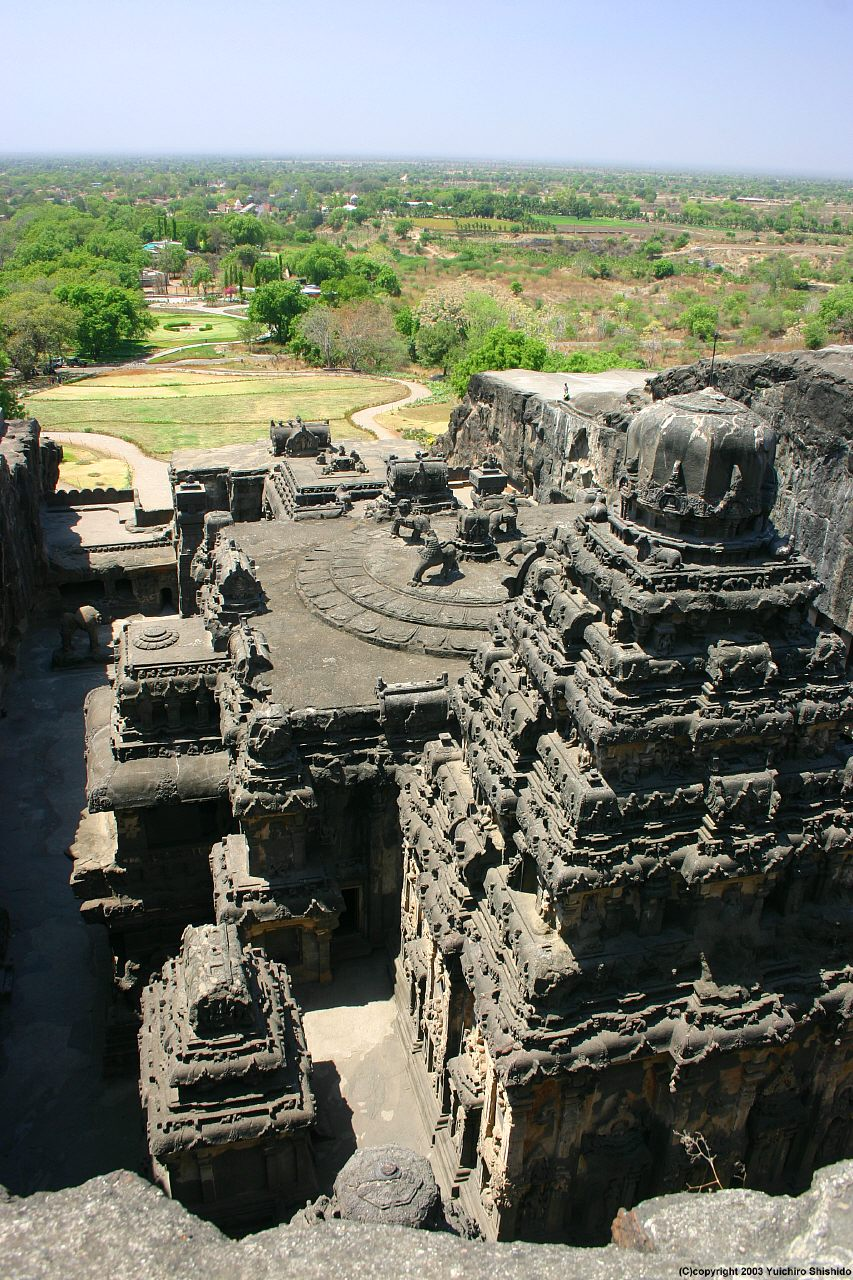
後期 凱拉薩神廟

## 印度教石窟

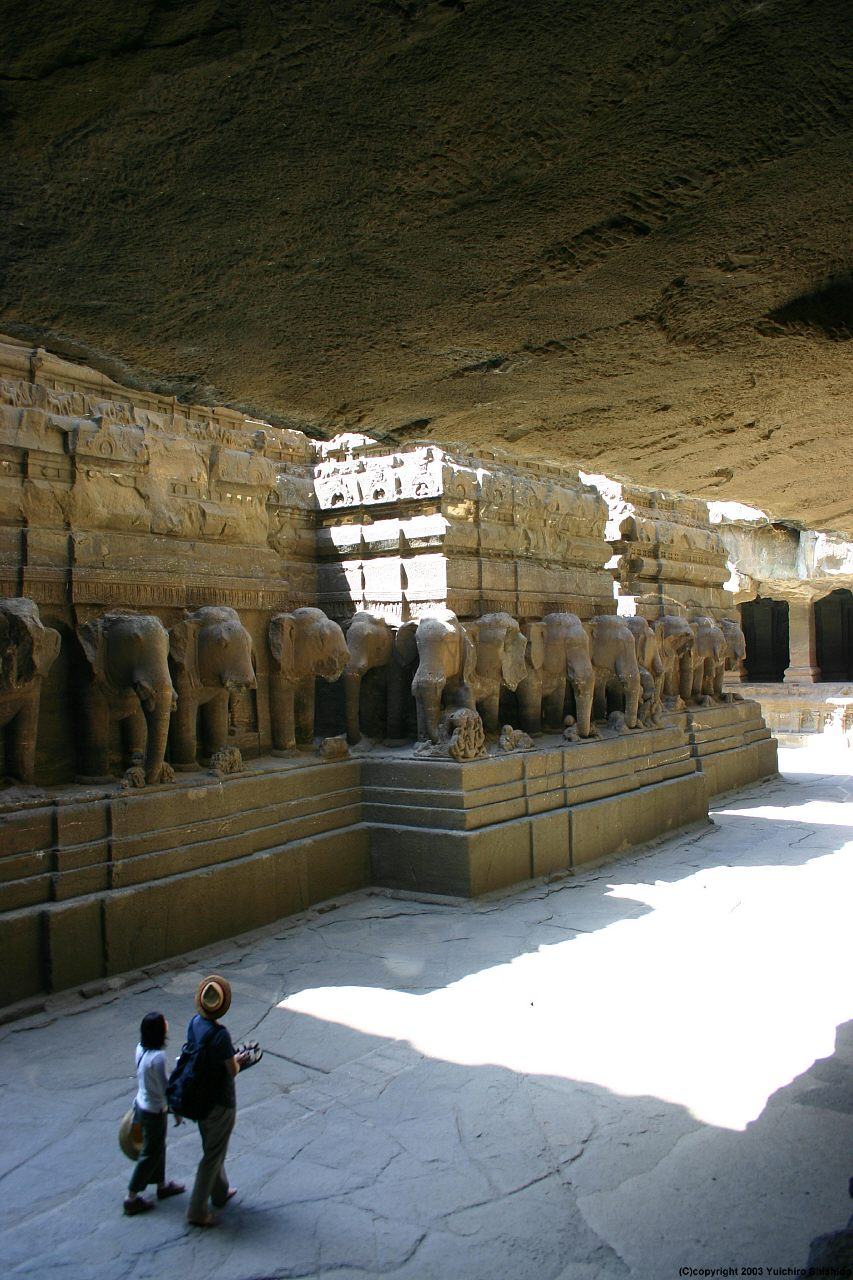
第16窟 中央寺院的土台雕刻成以大象彫刻作支撐

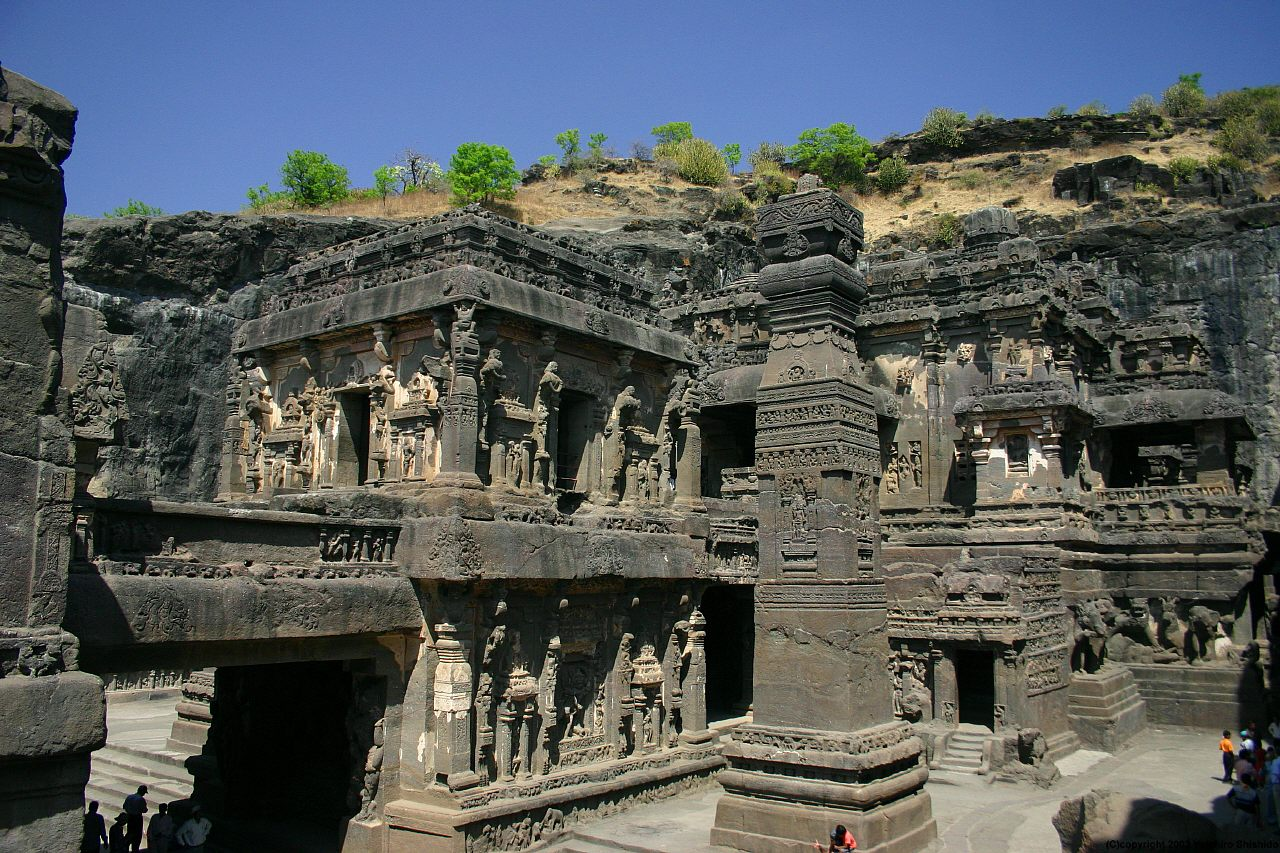
第16窟 中央寺院與Nandi Mandap以石橋連接

埃洛拉的印度教石窟共有17座，編號為第13至29窟。
第14窟稱羅婆那伽凱。
第15窟稱德斯阿瓦特拉窟。
第16窟凱拉薩神廟，石窟高達33米，長50米，建於公元8世紀晚期，是埃洛拉石窟中最重要的一處，代表印度岩鑿神廟的顛峰之作，堪稱世界建築藝術史上的一處豐碑。凱拉薩是喜馬拉雅山脈中的一座神山，傳說是濕婆隱居的地方。凱拉薩神廟相傳是古印度罗湿陀罗拘陀國王克利希那一世（Rashtrakuta king Krishna I）為紀念戰爭勝利，命令須彌山敕建了這座祀奉濕婆的神廟，以七千多名勞力，前後共費時150年，整個工程以鏤空整塊山岩鑿成，修造過程中移走240萬噸岩石。神廟的裝飾雕刻鬼斧神工、壯麗豪華，代表作有《羅婆那搖撼凱拉薩山》、《闍陀優奮戰羅婆那》、《舞蹈的濕婆》等。
第21窟稱羅邁希瓦爾窟。
第29窟稱杜馬爾萊那或悉達伽那赫尼。

## 耆那教石窟
埃洛拉的耆那教石窟共有5座，編號第30至34窟，建於9世紀至13世紀。形式上仿印度教石窟，但規模不如其宏偉壯麗。
第30窟稱秋達凱拉薩，是仿製第16窟凱拉薩神廟的作品，從天然岩石中鑿出佛像作品，但規模小，雕刻缺乏前期的活力。
第32窟稱因陀羅瑟帕，建築雕刻最為精美華麗，在雙層列柱大殿的壁龕中，雕刻有一尊高達17公尺的尼犍子石雕像，尼犍子即是耆那教創教始祖笩駄摩那的石雕，坐於蓮花台，蓮花台下有金剛座，為印度耆那教第22代祖阿利濕塔米內的作品。另外兩位大教長——巴濕伐那陀和戈摩達希瓦爾的雕像是裸體像，腿臂上纏繞著藤蔓，長髮披肩，象徵著耆那教苦行不渝的精神。

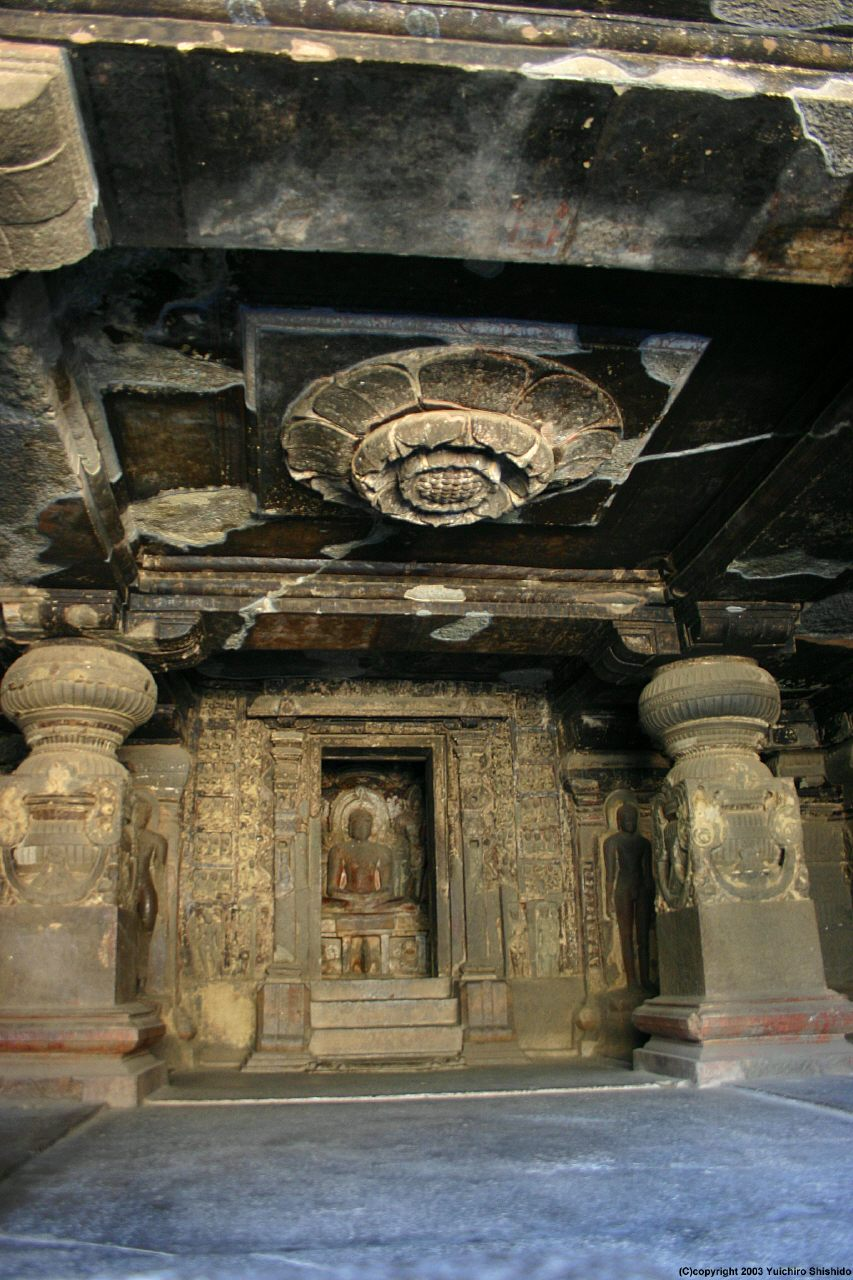
第32窟 耆那教教石窟 天花板為大型蓮花形狀雕刻
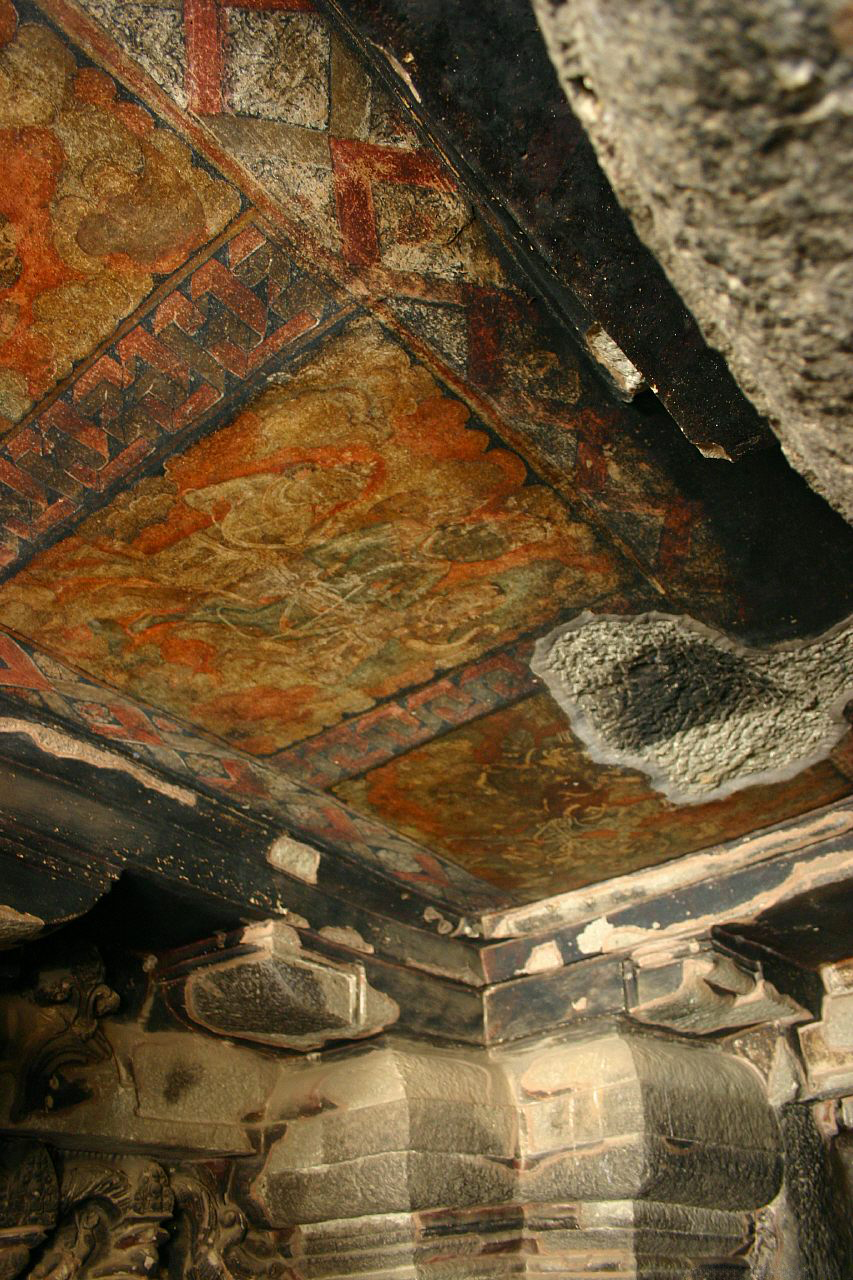
第32窟 色彩鮮豔的天花板繪畫
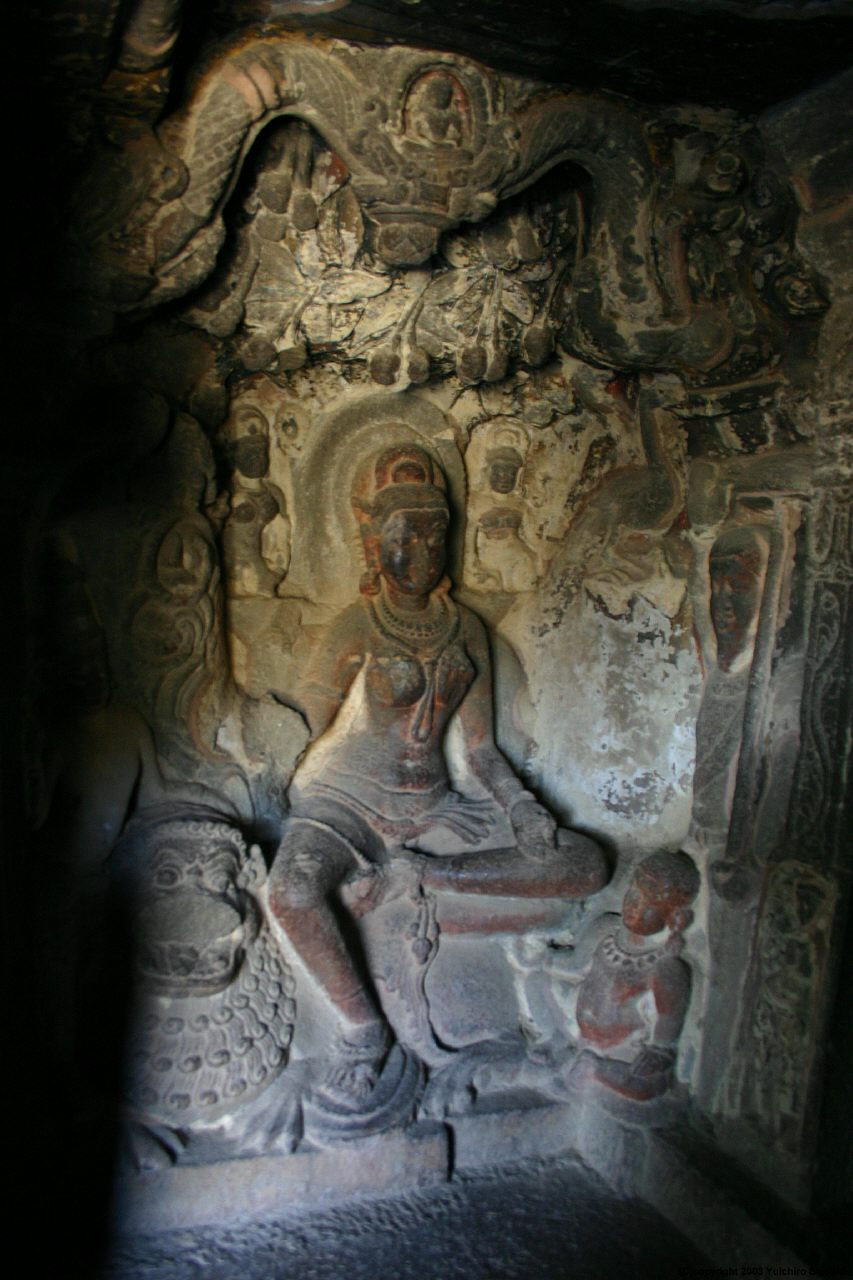
第34窟 獅子坐姿的女神像
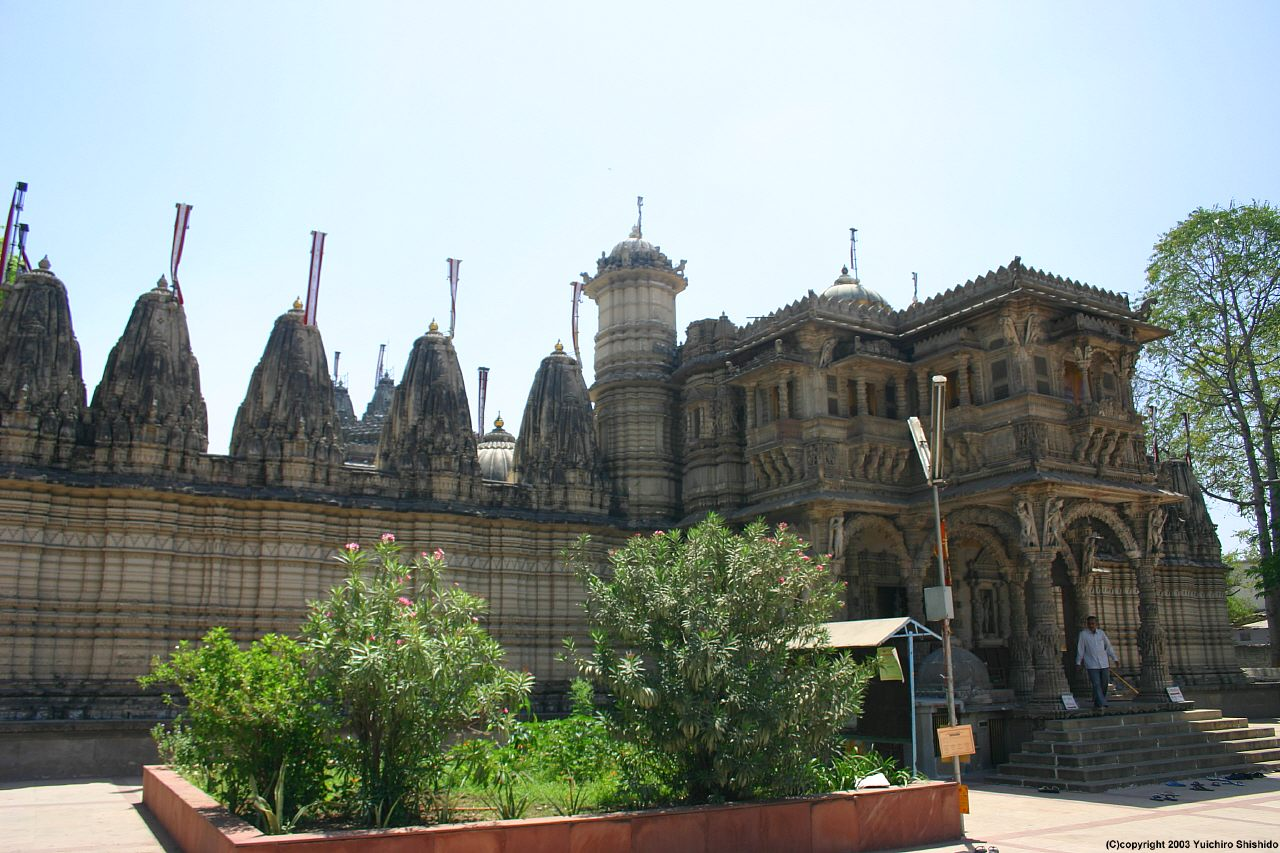
現代耆那教寺院 寺院外面可以拍照。中間聖域禁止拍照。微細的構造令人嘆為觀止。

20°2′49″N 75°10′54″E / 20.04694°N 75.18167°E